# Liste der Biografien/Neg
Liste der Biografien |
Portal Biografien |
Personensuche
# |
A |
B |
C |
D |
E |
F |
G |
H |
I |
J |
K |
L |
M |
N |
O |
P |
Q |
R |
S |
T |
U |
V |
W |
X |
Y |
Z |
?
 
Na |
Nb |
Nc |
Nd |
Ne |
Nf |
Ng |
Nh |
Ni |
Nj |
Nk |
Nl |
Nm |
Nn |
No |
Nr |
Ns |
Nt |
Nu |
Nv |
Nw |
Nx |
Ny |
Nz
 
Nea |
Neb |
Nec |
Ned |
Nee |
Nef |
Neg |
Neh |
Nei |
Nej |
Nek |
Nel |
Nem |
Nen |
Neo |
Nep |
Ner |
Nes |
Net |
Neu |
Nev |
New |
Nex |
Ney |
Nez
Die Liste der Biografien führt alle Personen auf, die in der deutschsprachigen Wikipedia einen Artikel haben. Dieses ist eine Teilliste mit 179 Einträgen von Personen, deren Namen mit den Buchstaben „Neg“ beginnt.

## Neg

### Nega
- Nega, Eskinder (* 1968), äthiopischer Journalist
- Negahban, Ezzatollah (1926–2009), iranischer Archäologe
- Negahban, Navid (* 1968), iranisch-US-amerikanischer SchauspielerNavid Negahban (* 1968)

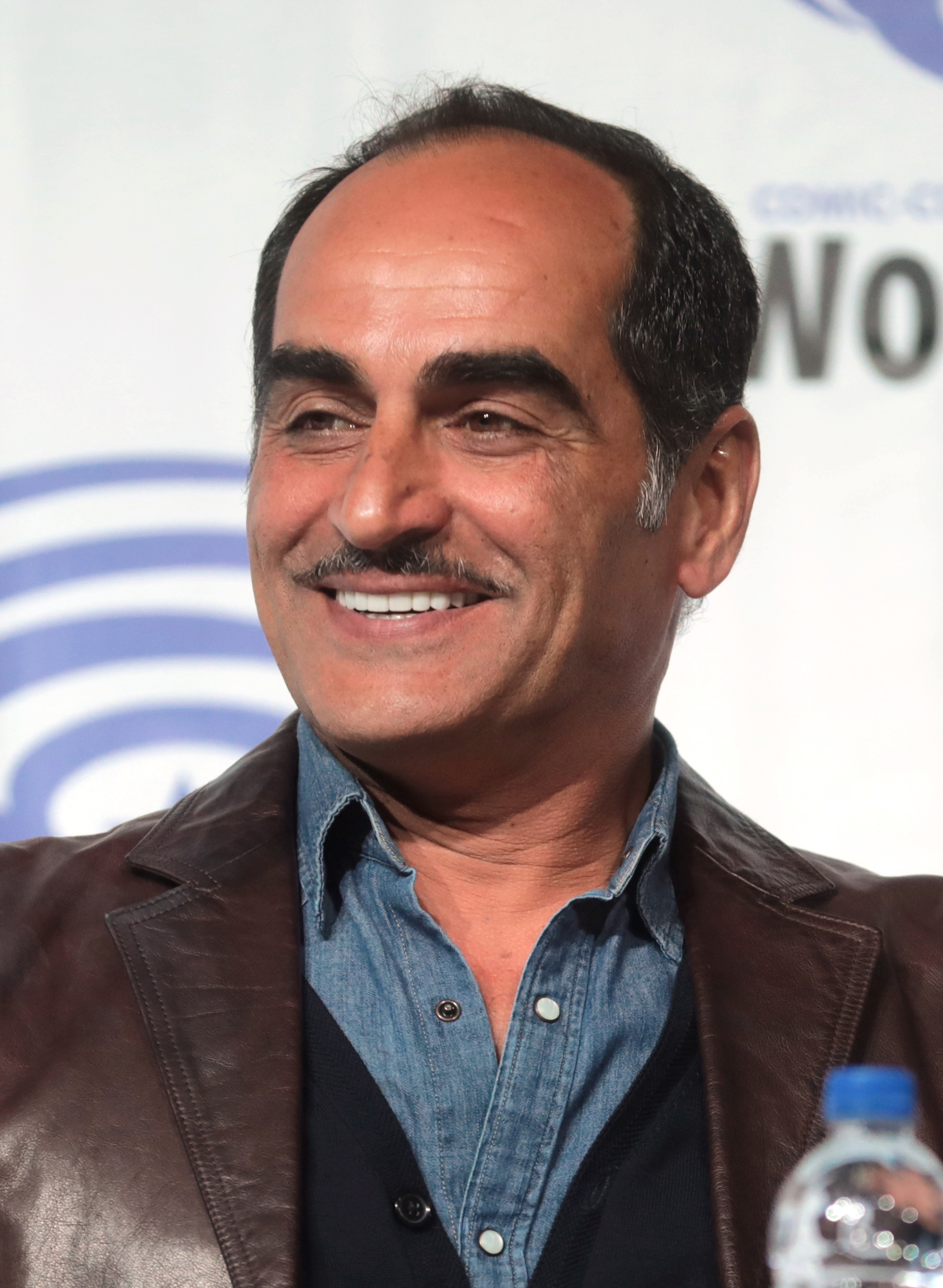
Navid Negahban (* 1968)

- Negami, Jun (1923–2005), japanischer Schauspieler
- Negar, Shiva (* 1988), iranisch-kanadische Schauspielerin
- Negassi, Yemane (* 1946), äthiopischer Radrennfahrer
- Negasso Gidada (1943–2019), äthiopischer Politiker, Präsident von Äthiopien (1995–2001)
- Negatiiv OG (* 1996), deutscher Rapper
- Negatsch, Adolf (1904–1992), deutscher Politiker (Ost-CDU), MdL Sachsen-Anhalt

### Nege
- Negel, Joachim (* 1962), deutscher römisch-katholischer Fundamentaltheologe
- Negele, Bonifaz (1607–1678), Ordensgeistlicher, Abt des Benediktinerstiftes Kremsmünster
- Negele, Christopher (* 2005), deutscher Fußballspieler
- Negele, Gebhard (* 1953), liechtensteinischer Politiker
- Negele, Hans (1942–1996), liechtensteinischer Rennrodler
- Negele, Hubert (1919–1994), liechtensteinischer Skirennläufer
- Negele, John (* 1944), US-amerikanischer Physiker
- Negelein, Christoph Adam (1656–1701), deutscher Schriftsteller und Komponist
- Negelein, Christoph Aegidius von (1668–1746), Kaufmann und Bürgermeister in Kneiphof
- Negelein, Erwin (1897–1979), deutscher Biochemiker und Zellbiologe
- Negelein, Friedrich von (1792–1873), preußischer Landrat
- Negelein, Joachim (1675–1749), deutscher lutherischer Theologe
- Negelein, Julius Aegidius von (1706–1772), preußischer Hofgerichtsvizepräsident
- Negelein, Maximilian von (1852–1911), deutscher Verwaltungsjurist in Preußen
- Negelin, Ambros (1594–1658), Bibliothekar des Klosters St. Gallen
- Negelin, Heinrich († 1520), deutscher Geistlicher
- Negelin, Johannes, Pedell der Universität Heidelberg
- Negenborn, Gerhard von (1864–1931), deutscher Rittergutsbesitzer und Politiker (DNVP), MdPl
- Negenborn, Heike (* 1964), deutsche Malerin und Grafikerin
- Negenborn, Karl Georg (1863–1925), deutscher Verwaltungsjurist, politischer Schriftsteller und Parlamentarier
- Negendanck, Ruth (* 1937), deutsche Kunsthistorikerin und Sachbuchautorin
- Neger, Ernst (1909–1989), deutscher Dachdecker und Fastnachtssänger
- Neger, Franz (* 1964), österreichischer Nachrichtensprecher
- Neger, Franz Wilhelm (1868–1923), deutscher Botaniker und Hochschullehrer
- Neger, Hans (1902–1975), deutscher Fußballspieler
- Neger, Thomas (* 1971), deutscher Kommunalpolitiker, Sänger und Karnevalskünstler
- Negesa, Annet (* 1992), ugandische Leichtathletin
- Negesse, Endeshaw (* 1988), äthiopischer Marathonläufer
- Negewo, Abebe (* 1984), äthiopischer Langstreckenläufer

### Negg
- Negga, Ruth (* 1981), äthiopisch-irische SchauspielerinRuth Negga (* 1981)

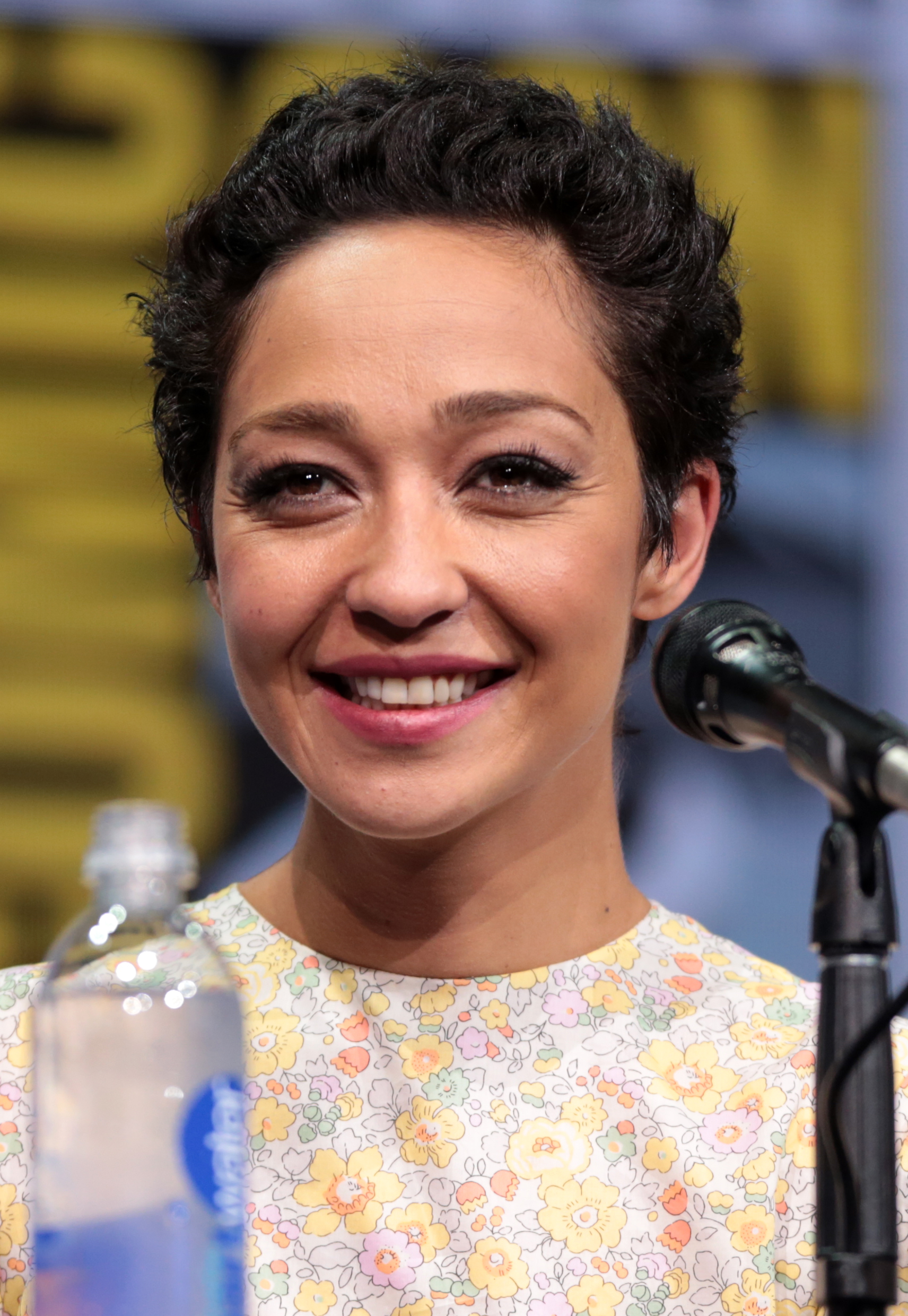
Ruth Negga (* 1981)

- Neggo, Gerd (1891–1974), estnische Tänzerin, Tanzpädagogin und Choreografin

### Negh
- Neghli, Camiel (* 2001), niederländischer Fußballspieler

### Negi
- Negi, Kōki (* 2000), japanischer Fußballspieler
- Negi, Parimarjan (* 1993), indischer Schachmeister
- Negishi, Akemi (1934–2008), japanische Filmschauspielerin
- Negishi, Ei-ichi (1935–2021), japanischer Chemiker, Nobelpreisträger für Chemie (2010)
- Negishi, Keita (* 2002), japanischer Fußballspieler
- Negishi, Seiichi (* 1969), japanischer Fußballspieler
- Negishi, Takashi (* 1933), japanischer Wirtschaftswissenschaftler

### Negl
- Negley, James Scott (1826–1901), US-amerikanischer Offizier und Politiker

### Negm
- Negmatow, Farhod (* 1989), tadschikischer Taekwondoin

### Nego
- Négo, Loïc (* 1991), ungarisch-französischer Fußballspieler
- Negoda, Natalja Igorewna (* 1963), sowjetische und russische Schauspielerin
- Negodailo, Alexei Alexandrowitsch (* 1989), russischer Bobpilot
- Negoescu, Gheorghe (1913–1997), rumänischer Radrennfahrer
- Negoiță, Robert (* 1972), rumänischer Politiker und Geschäftsmann
- Negomir, Kyle (* 1998), US-amerikanischer Skirennläufer
- Negotei, Marian (* 1981), rumänischer Naturbahnrodler
- Negovanlis, Natasha (* 1990), kanadische Schauspielerin
- Negowski, Wladimir Alexandrowitsch (1909–2003), sowjetischer Arzt und Reanimations-Mediziner

### Negr
- Negra, Leila (1930–2025), deutsche Sängerin und Schauspielerin
- Negrão, Alexandre Sarnes (* 1985), brasilianischer Rennfahrer
- Negrão, André (* 1992), brasilianischer Automobilrennfahrer
- Negraschus, Manfred (* 1948), deutscher Fußballspieler
- Nègre, Agnès (* 1947), französische Kostümbildnerin
- Nègre, André (1912–1996), französischer Botschafter
- Nègre, Charles (1820–1880), französischer Maler und Fotopionier
- Nègre, Ernest (1907–2000), französischer Romanist, Okzitanist und Ortsnamenforscher
- Nègre, Raymond (1908–1985), französischer Bühnenbildner und Filmarchitekt
- Negrea, Gheorghe (1934–2001), rumänischer Boxer
- Negrea, Marțian (1893–1973), rumänischer Komponist
- Negreanu, Daiana (* 1988), rumänische Tennisspielerin
- Negreanu, Daniel (* 1974), kanadischer PokerspielerDaniel Negreanu (* 1974)

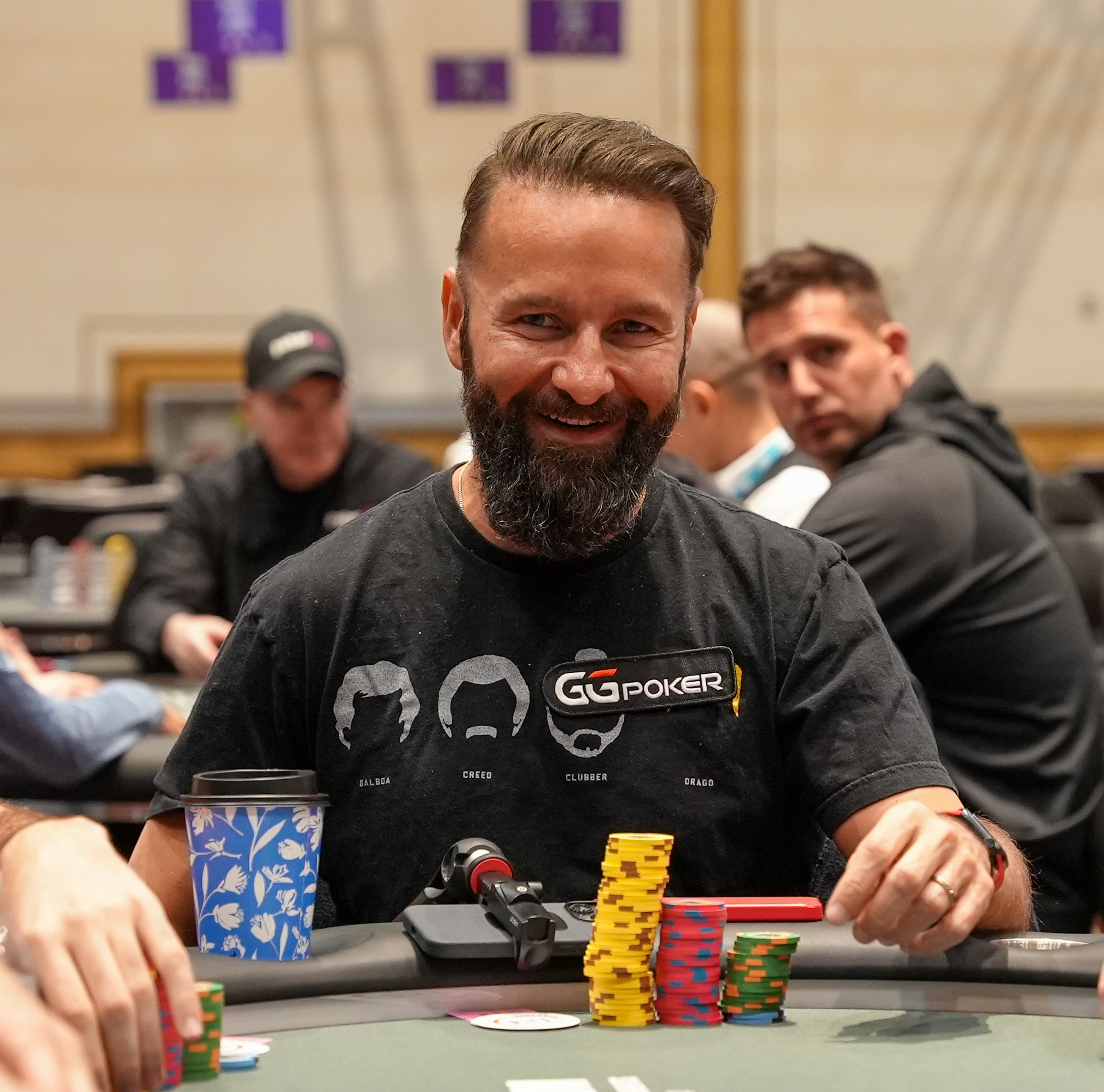
Daniel Negreanu (* 1974)

- Negredo, Álvaro (* 1985), spanischer Fußballspieler
- Negreira, Enzo (* 1997), uruguayischer Fußballspieler
- Negreiros, João (* 1976), portugiesischer Lyriker und Dramatiker
- Negreiros, José Sobral de Almada (1893–1970), portugiesischer Universalkünstler
- Negrelli von Moldelbe, Alois (1799–1858), österreichischer Ingenieur des Verkehrsbaus (Suezkanal)
- Negrelli, Giuseppina (1790–1842), Tiroler Patriotin
- Negrelli, Rainer (* 1943), deutscher Künstler
- Negrepontis, Dimitrios (1915–1996), griechischer Skisportler
- Negrepontis, Stylianos (* 1939), griechischer Mathematiker
- Negresco, Henri (1868–1920), rumänischer Hotelier
- Negrescu, Alexandru, rumänischer Fußballspieler
- Negrescu, Victor (* 1985), rumänischer Politiker
- Negret, Álvaro José (1949–1998), kolumbianischer Ornithologe und Naturschützer
- Negret, Edgar (1920–2012), kolumbianischer Bildhauer
- Negrete Arias, Manuel (* 1959), mexikanischer Fußballspieler
- Negrete McLeod, Gloria (* 1941), US-amerikanische Politikerin
- Negrete Vea, Jorge (1943–2019), mexikanischer Fußballspieler
- Negrete Woolcock, Samuel (1892–1981), chilenischer Komponist und Musikpädagoge
- Negrete, Fidel (1932–2016), mexikanischer Marathonläufer
- Negrete, Jorge (1911–1953), mexikanischer Schauspieler und SängerJorge Negrete (1911–1953)

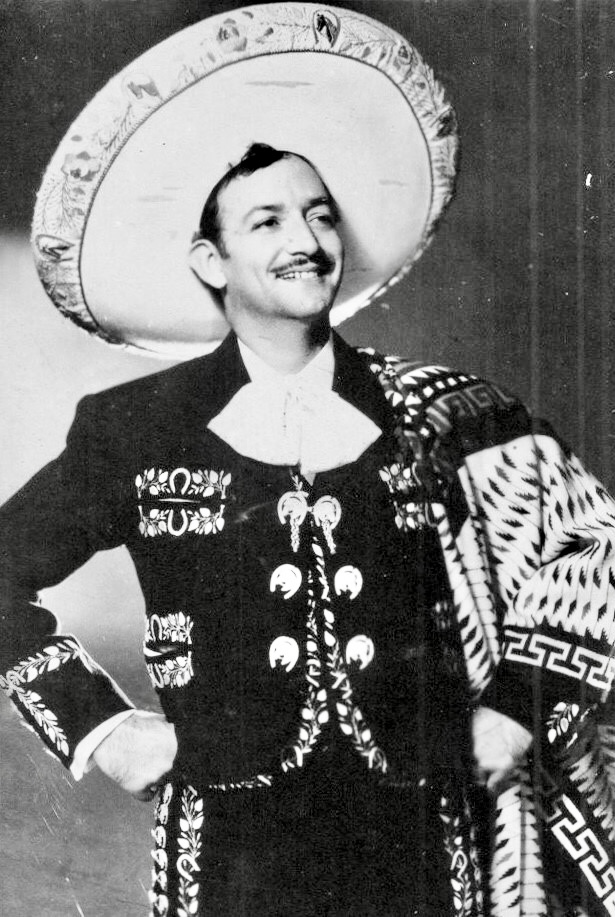
Jorge Negrete (1911–1953)

- Negrette, Sean (* 2002), gibraltarischer Dartspieler
- Negri, Ada (1870–1945), italienische Schriftstellerin
- Negri, Angelo, italienischer Dokumentarfilmer und Fernsehregisseur
- Negri, Angelo (1889–1949), österreich-ungarischer römisch-katholischer Ordensgeistlicher und Apostolischer Vikar von Nilo Equatoriale
- Negri, Anna (* 1964), italienische Film- und Fernsehregisseurin
- Negri, Antonio (1933–2023), italienischer Moral- und politischer PhilosophAntonio Negri (1933–2023)

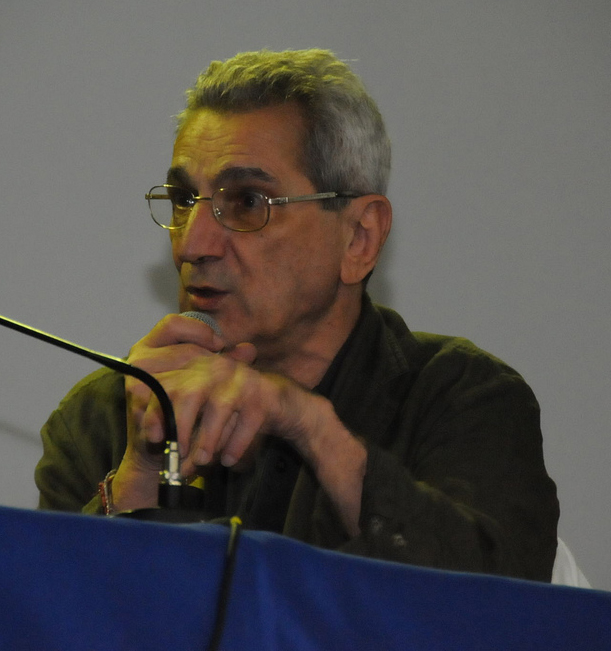
Antonio Negri (1933–2023)

- Negri, Cesare, italienischer Tanzmeister der Renaissance
- Negri, Cristoforo (1809–1896), italienischer Politiker, Diplomat und Geograph
- Negri, Emmanuelle de, französische Sopranistin
- Negri, Francesco (1500–1563), Benediktinermönch, katholischer Theologe, evangelischer Pädagoge, Reformator und Schriftsteller in Chiavenna und Polen
- Negri, Francesco (1623–1698), italienischer Forschungsreisender und Geistlicher
- Negri, Giulio Giuseppe, italienischer Journalist und Filmschaffender
- Negri, Giuseppe (* 1959), italienischer Ordensgeistlicher, Bischof von Santo Amaro
- Negri, Jordyn (* 2000), kanadische Schauspielerin
- Negri, Juan (1925–2015), chilenischer Fußballspieler
- Negri, Leandra Rixa (* 2004), deutsche Volleyballspielerin
- Negri, Luigi (1879–1957), italienischer Politiker
- Negri, Luigi (1941–2021), italienischer Geistlicher, römisch-katholischer Erzbischof von Ferrara-Comacchio
- Negri, Luigi (* 1956), italienischer Architekt und Politiker (Lega Nord)
- Negri, Marcantonio, italienischer Barockkomponist
- Negri, Marco (* 1970), italienischer Fußballspieler
- Negri, Maria Caterina (* 1704), italienische Opernsängerin (Alt)
- Negri, Mauro (* 1966), italienischer Jazzmusiker (Klarinette, Saxophone, Komposition)
- Negri, Oswaldo (* 1964), brasilianischer Autorennfahrer
- Negri, Philippe († 1563), spanischer Botschafter im Vereinigten Königreich
- Negri, Pola (1897–1987), polnisch-amerikanische Schauspielerin der StummfilmzeitPola Negri (1897–1987)

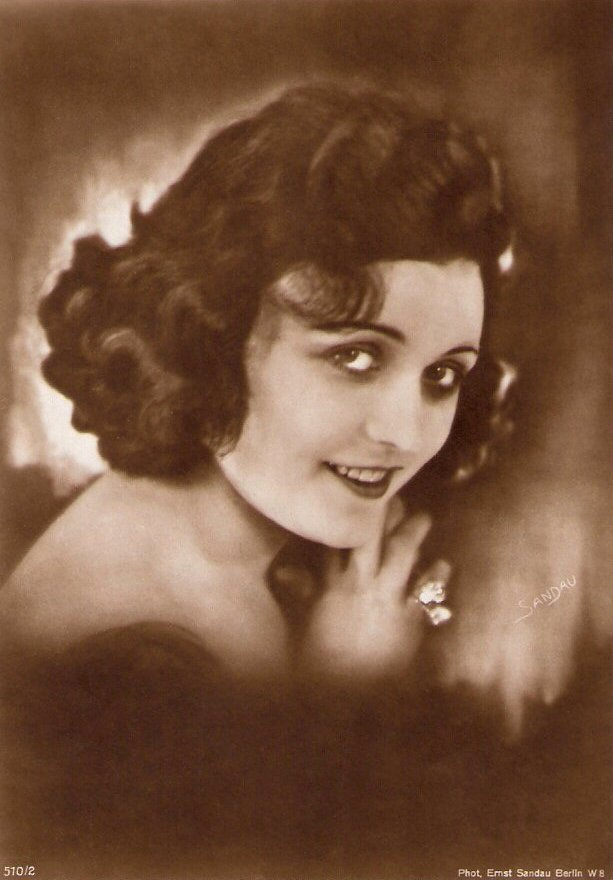
Pola Negri (1897–1987)

- Negri, Ramón P. de (1887–1955), mexikanischer Botschafter
- Negri, Roger (* 1954), luxemburgischer Politiker und Sportfunktionär
- Negri, Severino (* 1979), Schweizer Schauspieler, Mentalist und Zauberer
- Negri, Theodor von (1771–1852), preußischer Landrat des Kreises Malmedy (1816–1840)
- Negrilă, Nicolae (* 1954), rumänischer Fußballspieler und -trainer
- Negrin, Alberto (* 1940), italienischer Fernseh- und Filmregisseur sowie Fotograf
- Negrin, Egidio (1907–1958), italienischer Geistlicher und Erzbischof
- Negrín, Francisco (* 1963), spanischer Opernregisseur
- Negrin, John (* 1989), kanadischer Eishockeyspieler
- Negrín, Juan (1892–1956), spanischer Politiker und letzter Ministerpräsident der Spanischen Republik
- Negrini, Antonio (1903–1994), italienischer Radrennfahrer
- Negrini, Emanuele (* 1974), italienischer Radrennfahrer
- Negrini, Luciano (1920–2012), italienischer Steuermann
- Negris, Alexander, griechischer Freiheitskämpfer und Philologe
- Negris, Fokion (1846–1928), griechischer Wissenschaftler und Politiker
- Negris, Konstantinos (1804–1880), griechischer Akademiker und Freiheitskämpfer
- Negrișan, Ștefan (* 1958), rumänischer Ringer
- Negrisoli, Laura (* 1974), italienische Tischtennisspielerin
- Negritu, Christoph (* 1994), deutscher Tennisspieler
- Negro, Donato (* 1948), italienischer Geistlicher, römisch-katholischer Erzbischof von Otranto
- Negro, Joey (* 1964), britischer House-DJ und Musikproduzent
- Négro, Laurent (1929–1996), französischer Unternehmer
- Negro, Laurent (* 1972), französischer Kunstsammler
- Negro, Paolo (* 1972), italienischer Fußballspieler
- Negro, Roberto (* 1981), italienischer Jazzmusiker (Piano, Komposition)
- Negrón Santana, Hermín (1937–2012), puerto-ricanischer Geistlicher und römisch-katholischer Bischof
- Negrón, Alondra (* 1998), puerto-ricanische Leichtathletin
- Negron, Chuck (* 1942), US-amerikanischer Sänger
- Negrón, Frankie (* 1977), puerto-ricanischer Salsamusiker
- Negron, Joel, US-amerikanischer Filmeditor
- Negron, Taylor (1957–2015), US-amerikanischer Schauspieler
- Negroni, Baldassarre (1877–1948), italienischer Stummfilmregisseur
- Negroni, Daniele (* 1995), deutsch-italienischer PopsängerDaniele Negroni (* 1995)

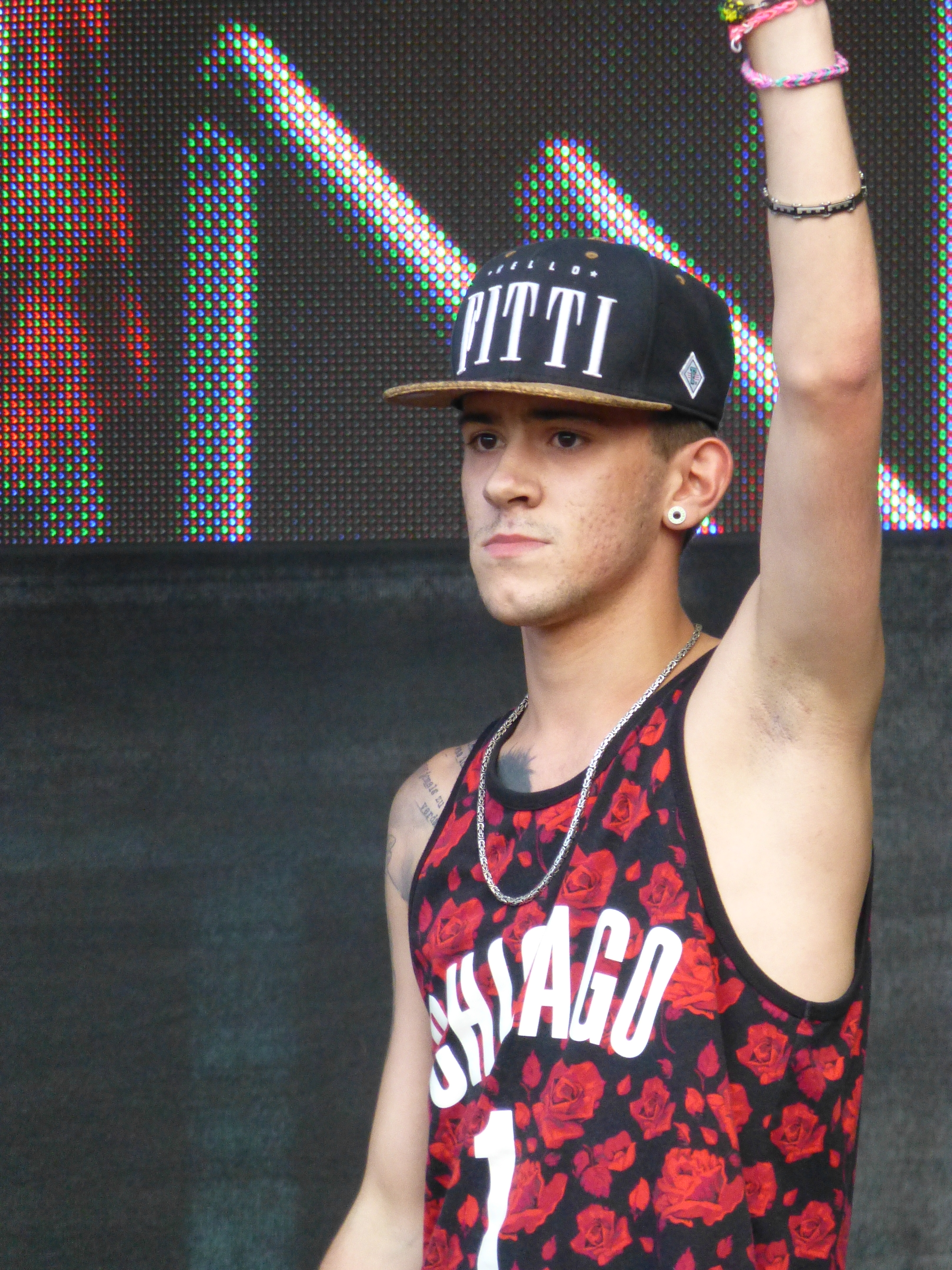
Daniele Negroni (* 1995)

- Negroni, Enza (* 1962), italienische Dokumentarfilmerin
- Negroni, Giovanni Francesco (1629–1713), italienischer Kardinal der Römischen Kirche und Bischof von Faenza
- Negroni, Pietro, süditalienischer Maler des Manierismus
- Negroponte, John (* 1939), US-amerikanischer Politiker und Diplomat
- Negroponte, Nicholas (* 1943), US-amerikanischer Informatiker
- Negros Tou Moria (* 1991), griechischer Rapper
- Negrot, Aérea (1980–2023), venezolanische Performerin, Sängerin, elektronische Musikerin und Remixerin
- Negrow (* 1991), deutscher Rapper
- Negru, Valentin (* 1982), rumänischer Fußballspieler
- Negruzzi, Constantin (1808–1868), rumänischer Dichter, Romancier, Übersetzer, Dramatiker und Politiker
- Negruzzi, Iacob (1842–1932), rumänischer Dichter
- Negruzzi, Leon (1840–1890), rumänischer Dichterjurist

### Negt
- Negt, Oskar (1934–2024), deutscher Soziologe und SozialphilosophOskar Negt (1934–2024)

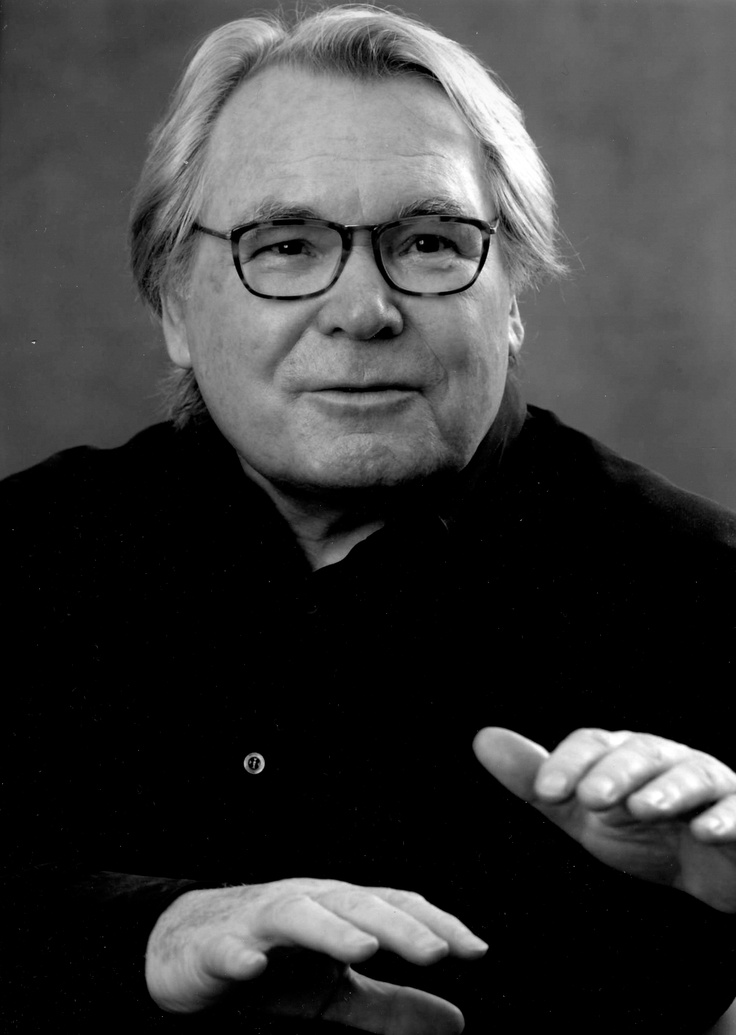
Oskar Negt (1934–2024)

### Negu
- Negueba, Guilherme (* 1992), brasilianischer Fußballspieler
- Neguel, Thérèse (* 1981), kamerunische Fußballschiedsrichterin
- Neguise, Avraham (* 1958), israelischer Politiker
- Negulesco, Jean (1900–1993), US-amerikanischer Filmregisseur
- Negulescu, Demetru (1875–1950), rumänischer Jurist und Diplomat sowie Richter am Ständigen Internationalen Gerichtshof (1931–1945)
- Negulescu, Paul (* 1962), US-amerikanischer Pharmakologe und Physiologe
- Negulescu, Radu (* 1941), rumänischer Tischtennisspieler
- Negus, Steve (* 1952), kanadischer Schlagzeuger
- Negus, Victor Ewings (1887–1974), britischer Chirurg und Hals-Nasen-Ohren-Arzt
- Neguse, Joe (* 1984), US-amerikanischer Politiker der Demokratischen Partei
- Negussie, Hailu (* 1978), äthiopischer Langstreckenläufer
- Neguț, Nicolae (* 1945), rumänischer Ringer

### Negw
- Negwer, Joseph (1882–1964), Generalvikar im Erzbistum Breslau, Offizial im Erzbischöflichen Amt Görlitz
- Negwer, Jürgen (* 1956), deutscher Gewichtheber

### Negy
- Négyesy, György (1893–1992), ungarischer Schachspieler